# Волица (Турийская поселковая община)
Волица (укр. Волиця) — село в Турийской поселковой общине Ковельского района Волынской области Украины.
Код КОАТУУ — 0725581302. Население по переписи 2001 года составляет 95 человек. Почтовый индекс — 44803. Телефонный код — 3363. Занимает площадь 0,867 км².

## История
В 1946 году указом ПВС УССР хутор Волька-Клюсская переименован в Волицу.
До 2020 года входило в Турийский район.